# Museo de Ferrocarriles de Israel

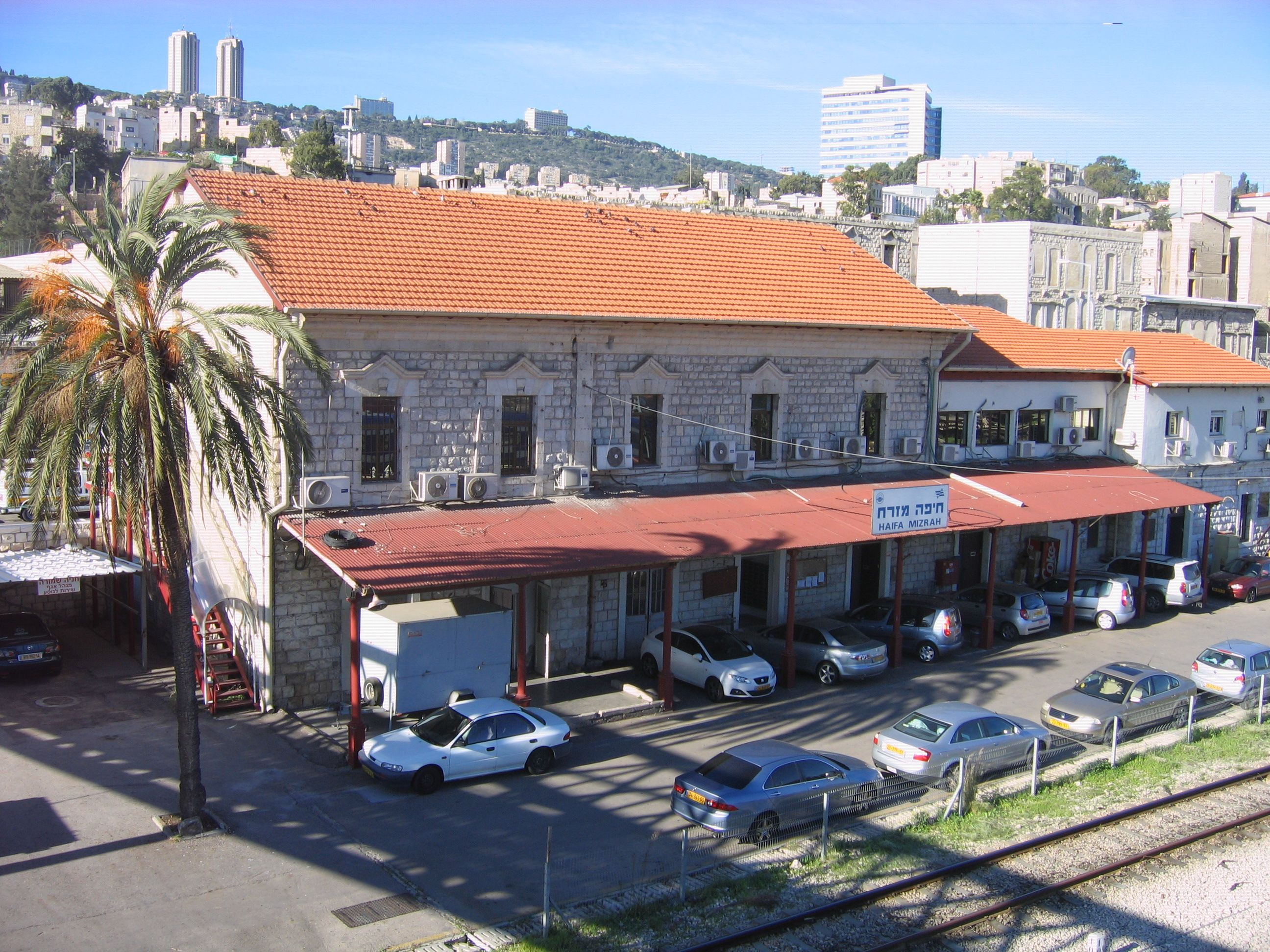
Parte de la Estación Este, usada como instalaciones para el museo.

El Museo de Ferrocarriles de Israel (en hebreo: מוזיאון רכבת ישראל) es un museo nacional localizado en Haifa, propiedad de la empresa Israel Railways, hace uso de la Estación Este de ferrocarril que se encuentra fuera de servicio.

## Historia

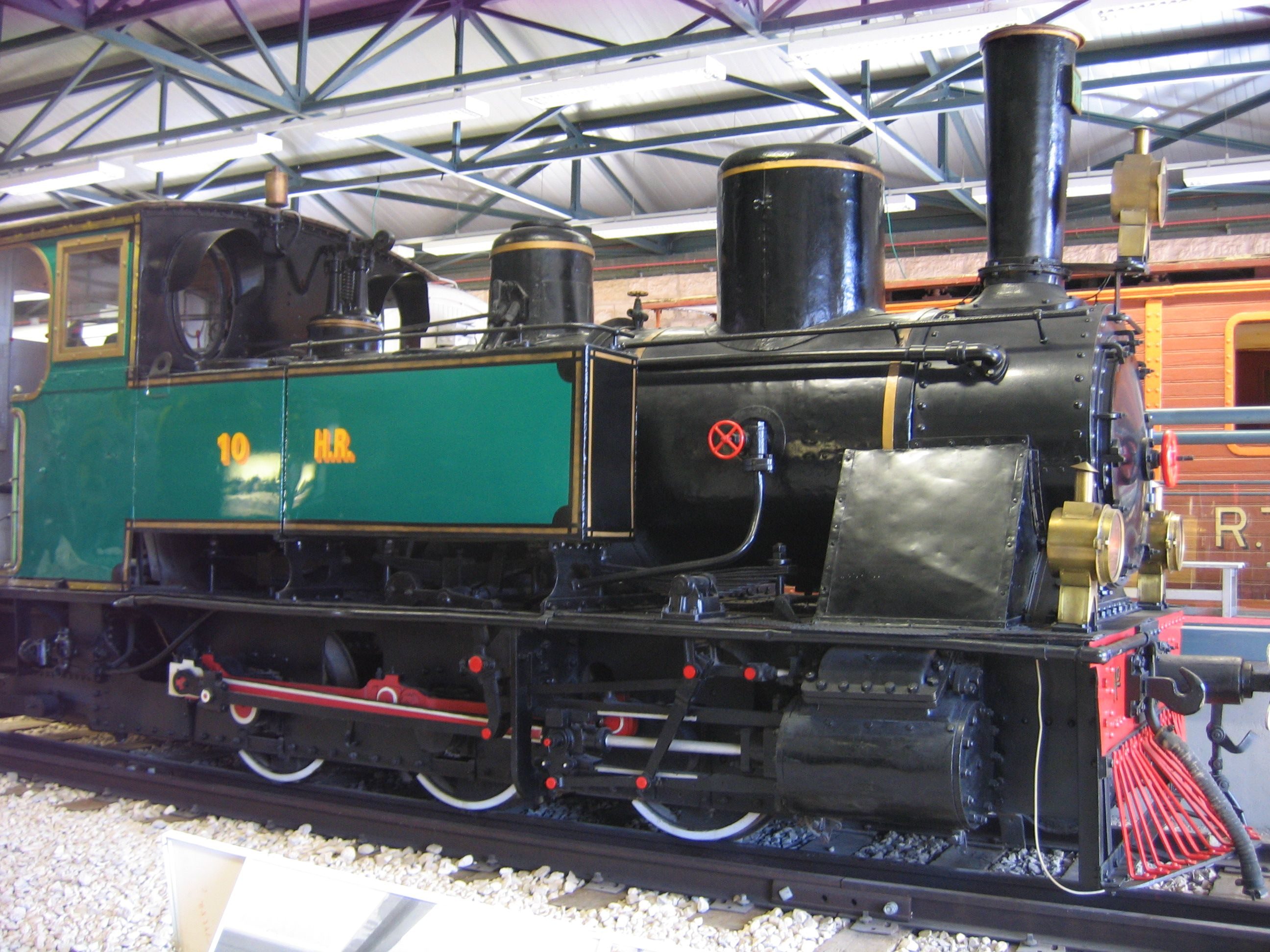
Locomotora Hejaz Railway N° 10

El museo fundado en el año 1983 cuenta la historia de los ferrocarriles en Israel, desde los años 1892, está localizado en una antigua estación de trenes de la extinta empresa Hejaz Railway; las piezas y elementos en exhibición se componen de vagones, señalamiento, billetes de tren y otros accesorios históricos usados en la época. En el año 2000 el total interior del museo fue renovado. Dentro del museo se exponen vagones con elementos interactivos como audio y video, cuenta con 40 locomotoras, un vagón con un histórico salón de lujo que usaron Haile Selassie, emperador de Etiopía y el ex primer ministro Moshe Sharett. El primer tren llegó a Israel en septiembre de 1892, según relatan los guías, "hacía un viaje de Jaffa a Jerusalén en seis horas".

## Colecciones y exhibiciones
Entre las exhibiciones dentro y fuera del museo se pueden encontrar el vagón-salón del Palestine Railways, creado por la compañía británica Birmingham Railway Carriage en 1922; El Coach No. 4720 fue construido en Bélgica en 1893, fue trasladado a Israel en 1956, otras máquinas como la EMD G12 1,425 y la EMD G16 1,950  fueron locomotoras a diesel construidas entre los años 1954 y 1961, usados por Israel en la invasión al Sinaí.